# Freguesia

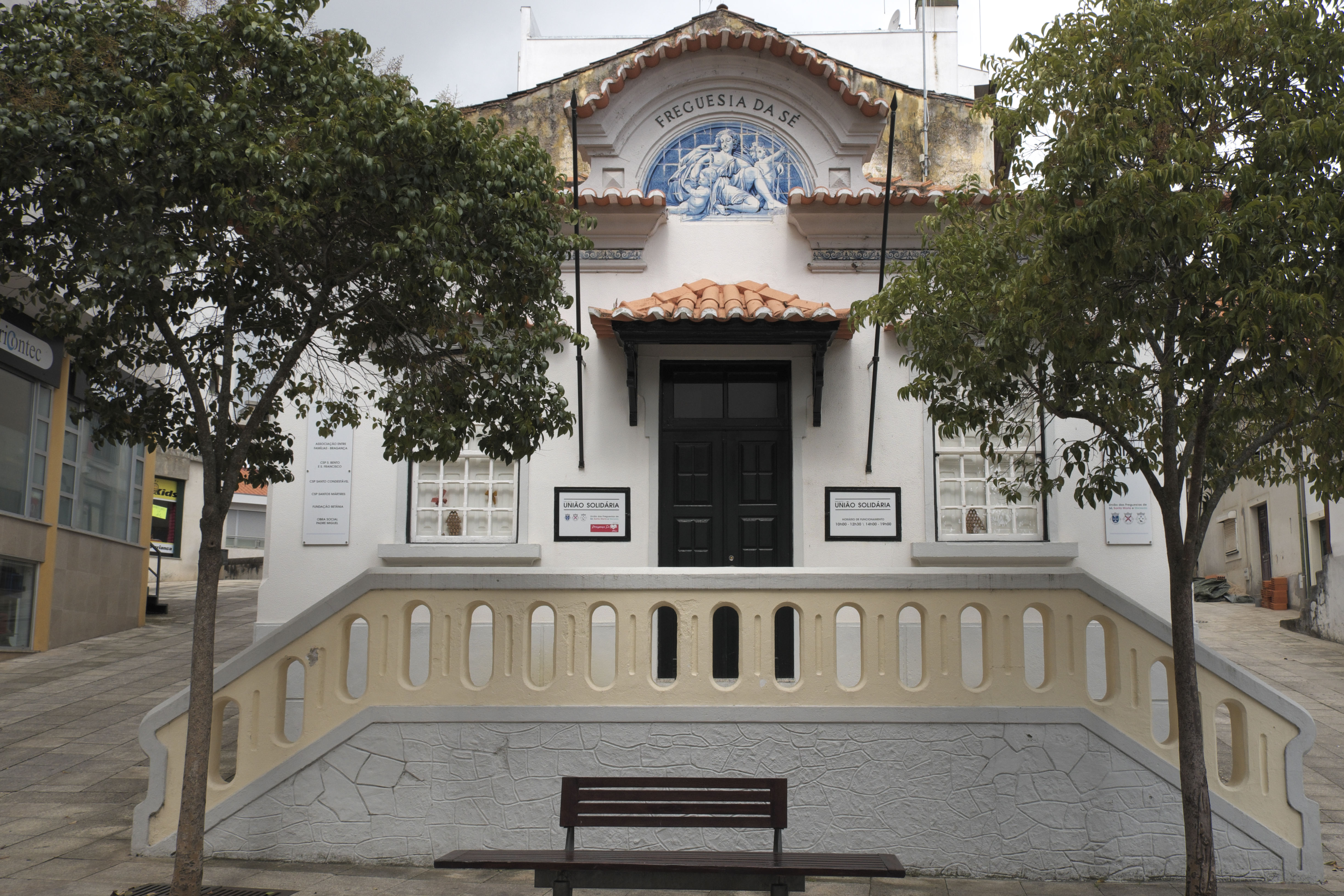
Sediul organului executiv al freguesiei Sé din Bragança.

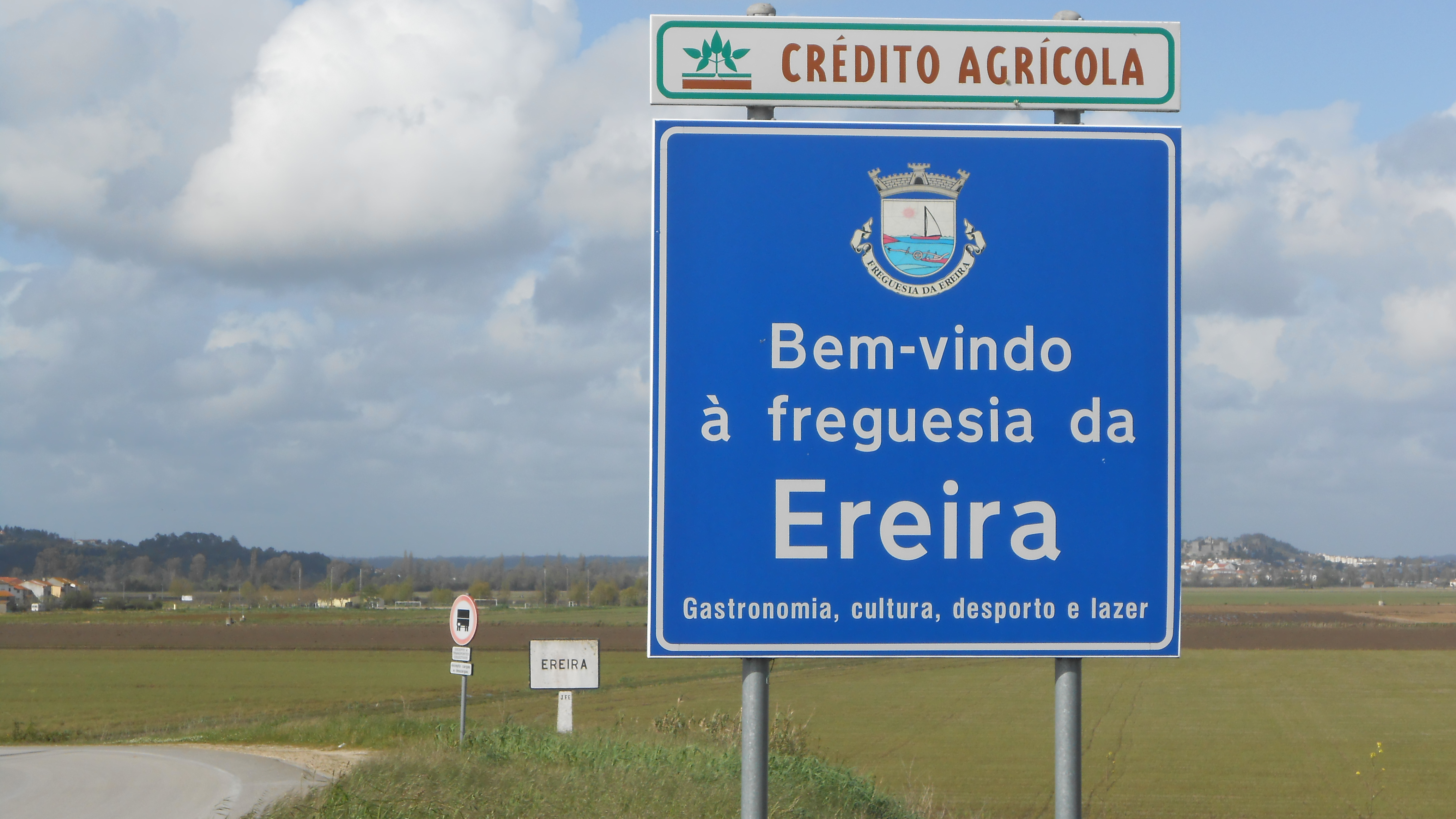
Indicator de intrare în freguesia Ereira.

Freguesia (la plural freguesias; pronunție în portugheză [ˌfɾɛɣɨˈzi.ɐ]), tradusă în general ca „parohie” sau „parohie civilă”, este o subdiviziune administrativă de ordinul al treilea din Portugalia, după cum este definită de Constituția din 1976. Freguesia este o unitate administrativă locală și în fostele teritorii portugheze de peste mări ale Capului Verde și Macao. În trecut, freguesia a fost de asemenea o diviziune administrativă a diferitelor teritorii și colonii ale imperiului portughez.
Cel mai adesea, o parohie este denumită după sediul său, de obicei cea mai importantă sau singura aglomerare urbană de pe cuprinsul ei, care poate fi un cartier sau un district orășenesc, un cătun, sat, orășel sau un întreg oraș. În cazurile în care sediul este el însuși divizat între mai multe parohii, fiecare din ele este denumită după un reper important de pe teritoriul său sau după sfântul patron al parohiei catolice respective (în portugheză paróquia). Parohiile civile portugheze au în general la bază parohiile ecleziastice.
Freguesia este o subdiviziune a unui município (sau concelho). Începând din 2013, în Portugalia există 3091 de freguesias, având teritorii care variază între 20 de hectare (0,2 km²) (freguesia São Bartolomeu din municipalitatea Borba) și 888 km² (uniunea parohiilor Alcácer do Sal e Santa Susana, în municipalitatea Alcácer do Sal). Populația variază și ea, de la 43 de persoane în freguesia Mosteiro din municipalitatea Lajes das Flores, în Azore, și până la 66.250 de locuitori în freguesia Algueirão - Mem Martins, municipalitatea Sintra. Depinde de municipalități să propună crearea de noi parohii pe teritoriul lor, iar acestea trebuie să respecte un set de criterii stabilite prin lege. Exceptând cazul special al municipalității Vila do Corvo, care este, prin lege, singura nedivizată în parohii, numărul de parohii dintr-o municipalitate variază între una singură și 61. Există șase municipalități compuse dintr-o sigură freguesia: Alpiarça, Barrancos, Castanheira de Pera, Porto Santo, São Brás de Alportel și São João da Madeira, iar Barcelos este compusă din 61 de freguesias. Municipalitățile din nordul țării sunt alcătuite în mod obișnuit dintr-un număr mai mare de parohii decât celelalte.
Sistemul Statistic European (SSE) a căutat să definească în mod armonizat nivelurile ierarhice ale unităților administrative locale (LAU) ale statelor membre, pentru a asigura integrarea lor în NUTS. În cazul portughez, parohiile corespund nivelului LAU 2 (denumit anterior nivelul NUTS V).

## Organizare

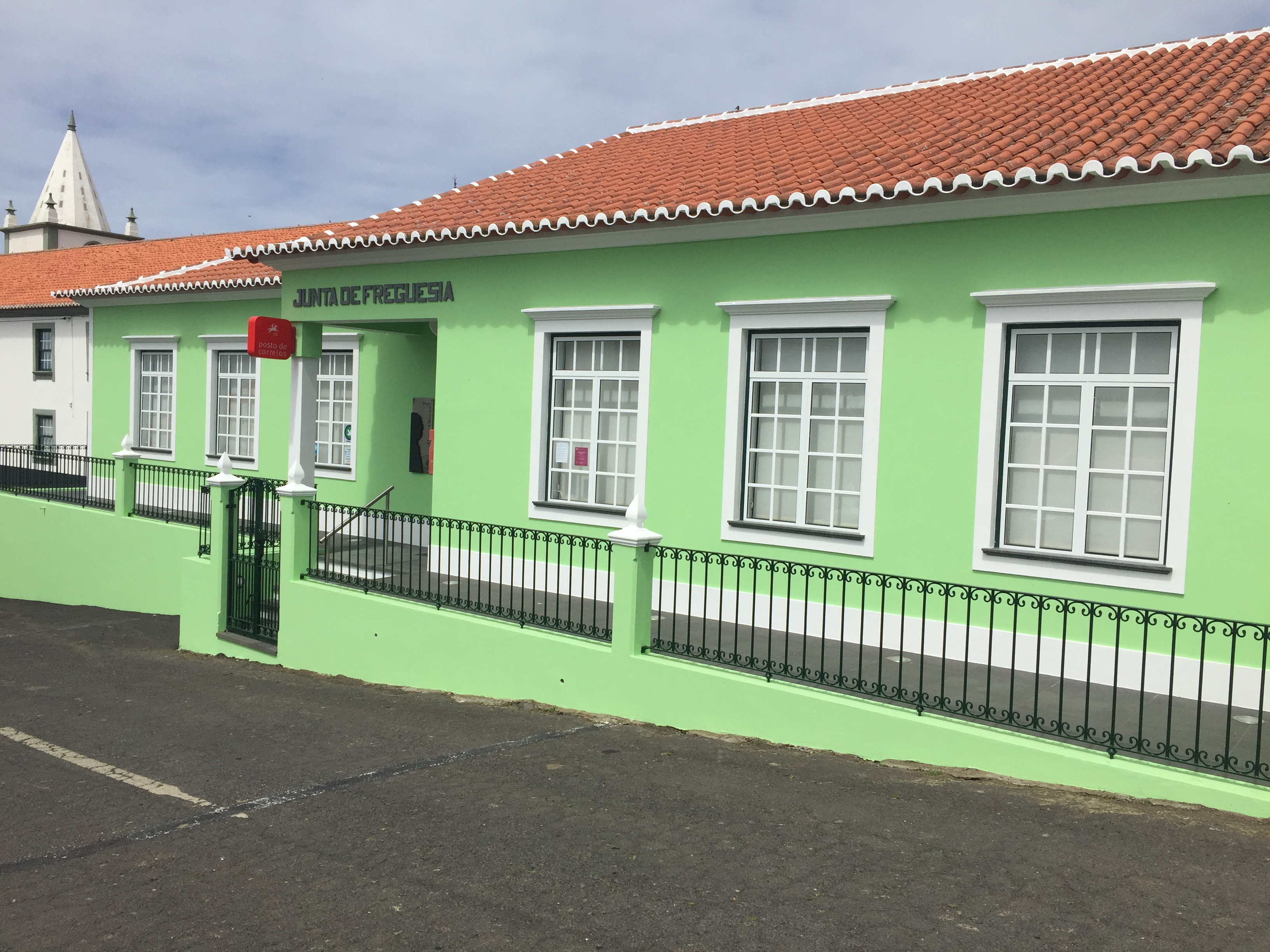
Sediul Juntei freguesiei Raminho din Insulele Azore.

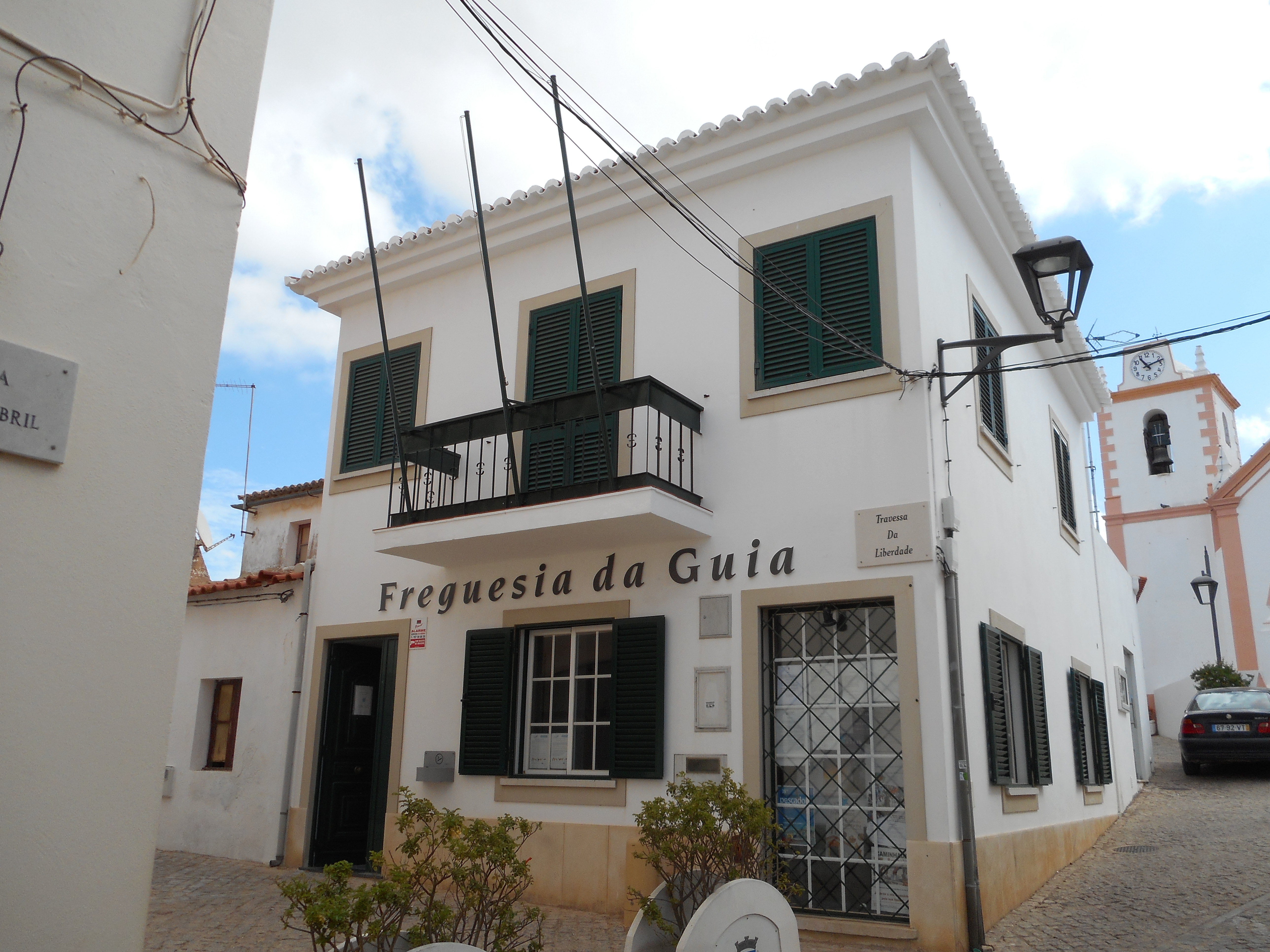
Sediul Juntei freguesiei Guia din municipalitatea Albufeira.

De la înființarea administrației democratice locale, în 1976, parohiile portugheze sunt conduse printr-un sistem compus dintr-un organ executiv (junta de freguesia, „consiliul parohial”) și un organ deliberativ (assembleia de freguesia, „adunarea parohială”). Adunarea parohială este un organism ales direct de către alegătorii înregistrați în parohie, care votează liste de partid în cadrul unor alegeri organizate o dată la fiecare patru ani. Recent s-a introdus și posibilitatea candidaturii unor persoane independente. Constituția prevede că, în parohiile cu o populație puțin numeroasă, adunarea parohială va fi înlocuită cu plenul cetățenilor freguesiei. Consiliul parohial este ales de către membrii adunării parohiale, cu excepția președintelui; candidatul care deschide lista care a obținut cele mai multe voturi pentru adunarea parohială este numit automat președinte al consiliului. Președinții consiliilor parohiale devin automat și membri ai consiliilor municipale.

## Istorie

### Originea termenului
Până la apariția liberalismului, „freguesia” (termenul tradițional portughez desemnând parohia) și „paróquia” (termenul care desemnează parohia religioasă) erau sinonime, neexistând o structură civilă separată de structura ecleziastică. În acele vremuri, termenul freguês (aglutinarea expresiei latine filius ecclesiae, fiu al bisericii, sau pur și simplu filigrês, așa cum îl menționează Marea Enciclopedie Portugheză și Braziliană) desemna enoriașii preotului paroh.
Între 1216 și 1223, Afonso al II-lea al Portugaliei a demarat un proces de divizare a teritoriului portughez, conferind titluri și statut nobililor, clerului și camerelor municipale, constituind parohia drept cea mai mică diviziune. Acest proces nu a fost terminat decât în 1249, sub Afonso al III-lea. Dar cu timpul, clerul a dezvoltat aceste zone și a acumulat bogății enorme și putere. Guvernul liberal al lui Mouzinho da Silveira a abolit parohiile în 1832, dar guvernul lui Manuel da Silva Passos le-a reînființat în 1836.
Odată cu reforma administrativă din 18 iulie 1835 a apărut structura civilă a consiliului parohial, autonomă față de structura ecleziastică, însă limitele teritoriale administrate de structura civilă coincideau în general cu cele ale parohiilor ecleziastice înființate încă din Evul Mediu. Prin legea nr. 621 din 23 iunie 1916, parohiile civile au fost redenumite freguesias (iar consiliul parohial, denumit anterior Junta de Paróquia, a fost redenumit Junta de Freguesia), stabilindu-se astfel o diferență între structura civilă (freguesia) și structura ecleziastică (paróquia). Cu toate acestea, nu este neobișnuit ca în limbajul popular să se facă referire la apartenența la o anumită parohie atunci când, de fapt, se intenționează să se vorbească despre apartenența la o anumită comunitate parohială.

### Istoria modernă
Înainte de reformarea, în 2013, a sistemului autorității locale, cele 308 municipalități portugheze erau divizate în 4 259 parohii civile. În 2011, după mai mult de două săptămâni de negocieri pe marginea crizei fondurilor suverane cu Fondul Monetar Internațional, Banca Centrală Europeană și Comisia Europeană, guvernul portughez s-a obligat să reducă, după luna iulie 2012, numărul consiliilor municipale și parohiale locale. Guvernul lui Pedro Passos Coelho a introdus un plan de reformă a diviziunilor administrative, cu scopul de a spori eficiența și a economisi fonduri. Planul prevedea reforma managementului, a geografiei teritoriale și a formei politice a funcționării Portugaliei la nivel local, inclusiv la nivelul freguesiei și al concelho. S-a decis ca aceste schimbări să fie operate oficial înainte de alegerile locale din 2013, ca parte a procesului de reducere a cheltuielilor, o condiție a împrumutului de 110 miliarde de $ oferit de instituțiile amintite. În plus față de reducerea numărului de reprezentanți în consiliile locale, planul a stabilit și criteriile pentru reducerea, contopirea sau desființarea diverselor parohii civile.
Reforma a fost implementată conform legii 11-A/2013 din 28 ianuarie 2013, care a definit reorganizarea parohiilor civile. Astfel, numărul acestor parohii a fost redus de la 4 259 la 3 091.

### Alte sensuri
În mod derivat, termenul freguesia, atât în Portugalia, cât și în Brazilia, îi desemnează și pe clienții unei unități comerciale. Un astfel de client este numit în mod individual freguês.

## Tipuri
Autoritățile portugheze au stabilit trei tipuri diferite de parohii în scopul planificării utilizării terenurilor:
- freguesias urbanas (parohii civile urbane)[17] – freguesias cu densitatea populației mai mare de 500 persoane/km² sau care conțin o aglomerare locuită de cel puțin 5 000 de locuitori.
- freguesias semiurbanas (parohii civile semiurbane)[18] – freguesias cu densitatea populației mai mare de 100 persoane/km² și mai mică sau egală cu 500 persoane/km² sau care conțin o aglomerare locuită de cel puțin 2 000 de locuitori, dar nu mai mult de 5 000.
- freguesias rurais (parohii civile rurale) – toate celelalte.

## În alte țări

### În Brazilia
În perioada colonială, o freguesia reprezenta același lucru în Brazilia ca și în Portugalia acelor vremuri, neexistând o distincție între parohia civilă și cea religioasă.
O organizare similară a fost obținută și în timpul Imperiului Braziliei, când Biserica Catolică reprezenta religia oficială a statului, iar acesta era obligat să plătească salarii preoților și episcopilor. Din acest motiv era necesar ca structura administrativă civilă să coincidă cu structura ecleziastică. Provinciile erau împărțite în municipii, iar acestea împărțite la rândul lor în freguesias. Parohiile civile corespundeau parohiilor religioase, dar existau și case parohiale pentru serviciile religioase în sate mai mici sau cătune, care nu aveau nici un fel de autonomie politică. La rândul lor, episcopii conduceau diecezele, organizații administrative de tip religios care acopereau în general diverse municipalități, adică mai multe freguesias. 
Odată cu proclamarea republicii, Biserica Catolică a fost separată de statul brazilian, iar vechile provincii au fost transformate în state autonome divizate în municipii autonome care, la rândul lor, pot sau nu să-și împartă teritoriul în scopuri pur administrative. Biserica Catolică are acum o structură administrativă distinctă. Diviziunile administrative ale unei municipalităților braziliene sunt denumite districte. Spre deosebire de Portugalia, aceste diviziuni sunt realizate numai în scopuri teritorial-administrative ale municipalității. Administrațiile acestor diviziuni municipale nu au personalitate juridică și nu există un organ politic participativ format din cetățeni aleși dintre cei care locuiesc în ele.
În ciuda separării de Portugalia și a schimbării denumirii, brazilienii nu au abandonat obiceiul de a denumi drept freguesias unele localități. Este un lucru obișnuit ca zona urbană a unui district municipal, în care se concentrează comerțul local, să fie numită freguesia de către populația rurală din jurul acesteia. De asemenea, sunt numeroase cazuri în care fostele parohii au fost absorbite de creșterea urbană a marilor metropole braziliene și au devenit cartiere ale acestora.
Spre exemplu, în municipiul Florianópolis existau freguesias Ribeirão da Ilha (în 1749), Nossa Senhora da Conceição da Lagoa (în 1750) și Nossa Senhora das Necessidades (în districtul Santo Antônio de Lisboa, în 1752). Aceste freguesias sunt zone urbane mici, separate de zona urbană centrală unde se concentrează comerțul local.
Municipiul São Paulo, pe vremuri împărțit în freguesias, este actualmente divizat în districte, iar acestea în bairros (subdistricte). Un astfel de bairro este Freguesia do Ó, localizată în districtul Freguesia do Ó.
Municipalitatea Rio de Janeiro este actualmente împărțită în regiuni administrative, însă acestea nu au multă relevanță pentru majoritatea populației, care continuă să folosească pentru localizare vechile nume ale subdistrictelor bairros. Două bairros din Rio de Janeiro și-au păstrat denumirile de freguesia: Freguesia de Jacarepaguá, situată în regiunea administrativă Jacarepaguá, și Freguesia da Ilha, situată în regiunea administrativă Ilha do Governador.

### În Macao
Macao, un fost teritoriu portughez, continuă să fie împărțit în 7 freguesias, deși acestea, începând cu anul 1999, când teritoriul a fost retrocedat Chinei, sunt considerate de guvernul Regiunii Administrative Speciale Macao drept diviziuni teritoriale simbolice, fără nici o putere administrativă.

### În Capul Verde
În Capul Verde, diviziunile administrative moștenite din timpul ocupației portugheze au fost menținute, existând 17 municipalități împărțite în 31 de freguesias.

## Bibliografia
- Gilberto Velho Antropologia Urbana: Cultura e Sociedade no Brasil e em Portugal. Rio de Janeiro: Jorge Zahar.